# EM i curling 1985
Europamesterskabet i curling 1985 for herre- og kvindehold var det 11. EM i curling. Mesterskabet blev arrangeret af European Curling Federation, og turneringen blev afviklet i Sportzentrum i Grindelwald, Schweiz i perioden 10. – 14. december 1985. Bådene mændenes og kvindernes mesterskab havde deltagelse af 14 hold, hvilket var en tangering af den hidtidige deltagerrekord.
Formatet for mesterskabet var siden sidste EM blevet ændret væsentligt. De 14 hold spillede nu en turnering i tre faser med henholdsvis triple, double og single elimination. I 1. fase spillede de 14 hold en cupturnering med triple elimination om otte pladser i 2. fase. Derefter spillede de otte hold i 2. fase en cupturnering med double elimination om fire pladser i 3. fase. I 3. fase spillede de fire hold en cupturnering (alm. semifinaler og finale) om fordelingen af medaljerne.
Mændenes EM-titel blev vundet af Vesttyskland, som dermed med held forsvarede titlen, som holdet vandt året før. I finalen vandt det tyske hold under ledelse af Rodger Schmidt med 7-5 over Sverige. Bronzemedaljerne blev vundet af Norge, som i bronzekampen besejrede Danmark med 5-4. Danmark blev repræsenteret af et hold fra Hvidovre Curling Club bestående af Tommy Stjerne, Per Berg, Peter Andersen og Ivan Frederiksen.
I kvindernes mesterskab gik EM-titlen til Schweiz, som i finalen besejrede Skotland med 7-3. Det var Schweiz' tredje EM-titel for kvinder gennem tiden – de to første blev vundet i 1979 og 1981. Bronzemedaljerne gik Norge, som i bronzekampen besejrede Danmark med 5-4. Danmark blev repræsenteret af et hold fra Hvidovre Curling Club bestående af Maj-Brit Rejnholdt-Christensen, Jane Bidstrup, Hanne Olsen og Lone Bagge.

## Mænd

### Første fase
De 14 hold spillede en cupturnering med triple elimination om 8 pladser i anden fase:
- De 14 hold spillede i 1. elimination om to pladser i anden fase.
- De resterende 12 hold spillede i 2. elimination om yderligere tre pladser i anden fase.
- De resterende 9 hold spillede i 3. elimination om de sidste tre pladser i anden fase.

De 6 hold, som ikke gik videre til anden fase, gik videre til placeringskampene om placeringerne 9-14.
| 1. elimination         | 1. elimination |
| 1. runde               | 1. runde       |
| ---------------------- | -------------- |
| Finland - Italien      | 2-8            |
| Vesttyskland - Wales   | 9-4            |
| England - Luxembourg   | 15-3           |
| Sverige - Holland      | 6-5            |
| Norge - Østrig         | 10-3           |
| Danmark - Frankrig     | 8-4            |
| 2. runde               |                |
| Schweiz - Italien      | 4-7            |
| Vesttyskland - England | 7-5            |
| Skotland - Sverige     | 6-5            |
| Norge - Danmark        | 6-3            |
| 3. runde               |                |
| Italien - Vesttyskland | 4-9            |
| Skotland - Norge       | 9-4            |

| 2. elimination       | 2. elimination |
| 1. runde             | 1. runde       |
| -------------------- | -------------- |
| Wales - Luxembourg   | 6-8            |
| Østrig - Frankrig    | 2-12           |
| 2. runde             |                |
| Luxembourg - Finland | 8-9            |
| Holland - Frankrig   | 6-3            |
| Schweiz - England    | 7-1            |
| Sverige - Danmark    | 6-8            |
| 3. runde             |                |
| Finland - Norge      | 2-10           |
| Italien - Holland    | 4-5            |
| Schweiz - Danmark    | 7-2            |

| 3. elimination        | 3. elimination |
| 1. runde              | 1. runde       |
| --------------------- | -------------- |
| Sverige - Wales       | 9-1            |
| England - Østrig      | 7-4            |
| Luxembourg - Frankrig | 8-6            |
| 2. runde              |                |
| Italien - Sverige     | 2-8            |
| Finland - England     | 4-9            |
| Danmark - Luxembourg  | 9-2            |

| Resultat af første fase    | Resultat af første fase                                                      |
| -------------------------- | ---------------------------------------------------------------------------- |
| Til anden fase             | Vesttyskland, Skotland, Norge, Holland, Schweiz, Sverige, England og Danmark |
| Til placeringskampe (9-14) | Wales, Østrig, Frankrig, Italien, Finland og Luxembourg                      |

### Anden fase
De 8 hold, som var gået videre fra første fase, spillede en cupturnering med double elimination om 4 pladser i tredje fase (semifinalerne):
- De 8 hold spillede i 1. elimination to pladser i tredje fase fase.
- De resterende 6 hold spillede i 2. elimination om de sidste to pladser i tredje fase.

De 4 hold, som ikke gik videre til tredje fase, spillede placeringskampe om placeringerne 5-8.
| 1. elimination         | 1. elimination |
| 1. runde               | 1. runde       |
| ---------------------- | -------------- |
| Vesttyskland - Sverige | 9-1            |
| Norge - England        | 8-2            |
| Schweiz - Holland      | 9-2            |
| Skotland - Danmark     | 6-7            |
| 2. runde               |                |
| Vesttyskland - Norge   | 4-6            |
| Schweiz - Danmark      | 5-8            |

| 2. elimination          | 2. elimination |
| 1. runde                | 1. runde       |
| ----------------------- | -------------- |
| Sverige - England       | 9-4            |
| Holland - Skotland      | 4-5            |
| 2. runde                |                |
| Schweiz - Sverige       | 3-6            |
| Vesttyskland - Skotland | 7-6            |

| Resultat af anden fase    | Resultat af anden fase                  |
| ------------------------- | --------------------------------------- |
| Til tredje fase           | Norge, Danmark, Sverige og Vesttyskland |
| Til placeringskampe (5-8) | Schweiz, Skotland, England og Holland   |

### Tredje fase
De 4 hold, som var gået videre fra anden fase, spillede semifinaler og finale om medaljerne.
| Semifinaler            | Semifinaler |
| ---------------------- | ----------- |
| Norge - Sverige        | 6-8         |
| Danmark - Vesttyskland | 7-9         |
| Bronzekamp             |             |
| Norge - Danmark        | 5-4         |
| Finale                 |             |
| Sverige - Vesttyskland | 5-7         |

| Samlet rangering | Samlet rangering |
| ---------------- | ---------------- |
| Guld             | Vesttyskland     |
| Sølv             | Sverige          |
| Bronze           | Norge            |
| 4.               | Danmark          |

### Placeringskampe

#### Kampe om 5.- til 8.-pladsen
De fire hold, som ikke gik videre fra anden fase, spillede placeringskampe om 5.- til 8.-pladserne. De to hold, som tabte i 2. eliminations 1. runde, spillede om 7.- og 8.-pladsen, mens de to hold, som blev slået ud i 2. runde, spillede placeringskamp om 5.- og 6.-pladsen.
| Placeringskampe    | Placeringskampe    |
| Kamp om 7.-pladsen | Kamp om 7.-pladsen |
| ------------------ | ------------------ |
| England - Holland  | 5-4                |
| Kamp om 5.-pladsen |                    |
| Schweiz - Skotland | 8-7                |

| Samlet rangering | Samlet rangering |
| ---------------- | ---------------- |
| 5.               | Schweiz          |
| 6.               | Skotland         |
| 7.               | England          |
| 8.               | Holland          |

#### Kampe om 9.- til 14.-pladsen
De seks hold, som blev slået ud i første fase, spillede en cupturnering med triple elimination om 9.- til 14.-pladsen. Niendepladsen gik til vinderen af 1. elimination, mens finalisten blev nr. 10. De fire hold, som blev slået ud i 1. elimination, spillede en cupturnering i 2. elimination om 11.- til 14.-pladsen. Vinderen af 2. elimination blev nr. 11, mens finalisten blev nr. 12. De to hold, som blev slået ud, spillede i 3. elimination om 13.- og 14.-pladsen.
| 1. elimination      | 1. elimination |
| 1. runde            | 1. runde       |
| ------------------- | -------------- |
| Wales - Østrig      | 3-6            |
| Italien - Frankrig  | 2-8            |
| 2. runde            |                |
| Luxembourg - Østrig | 7-8            |
| Frankrig - Finland  | 3-4            |
| Kamp om 9.-pladsen  |                |
| Østrig - Finland    | 3-7            |

| 2. elimination       | 2. elimination |
| 1. runde             | 1. runde       |
| -------------------- | -------------- |
| Luxembourg - Italien | 2-11           |
| Frankrig - Wales     | 10-4           |
| Kamp om 11.-pladsen  |                |
| Italien - Frankrig   | 4-5            |

| 3. elimination      | 3. elimination      |
| Kamp om 13.-pladsen | Kamp om 13.-pladsen |
| ------------------- | ------------------- |
| Luxembourg - Wales  | 3-9                 |

| Samlet rangering | Samlet rangering |
| ---------------- | ---------------- |
| 9.               | Finland          |
| 10.              | Østrig           |
| 11.              | Frankrig         |
| 12.              | Italien          |
| 13.              | Wales            |
| 14.              | Luxembourg       |

### Samlet rangering
| Plac.  | Hold         | 4 (skip)              | 3                   | 2                      | 1                |
| ------ | ------------ | --------------------- | ------------------- | ---------------------- | ---------------- |
| Guld   | Vesttyskland | Rodger Schmidt        | Wolfgang Burba      | Johnny Jahr            | Joachim Burba    |
| Sølv   | Sverige      | Per Lindeman          | Connie Östlund      | Bo Andersson           | Göran Åberg      |
| Bronze | Norge        | Eigil Ramsfjell       | Sjur Loen           | Gunnar Meland          | Morten Skaug     |
| 4.     | Danmark      | Tommy Stjerne         | Per Berg            | Peter Andersen         | Ivan Frederiksen |
| 5.     | Schweiz      | Jürg Tanner           | Patrick Hürlimann   | Patrik Loertscher      | Mario Gross      |
| 6.     | Skotland     | Billy Howat           | Robert Clark        | Robert Shaw            | Alistair Henry   |
| 7.     | England      | Bob Martin            | Ronnie Brock        | John Brown             | Ian Coutts       |
| 8.     | Holland      | Wim Neeleman          | Otto Veening        | Gérard Verbeek         | Jheroen Tilman   |
| 9.     | Finland      | Jussi Uusipaavalniemi | Petri Tsutsunen     | Markko Uusipaavalniemi | Jarmo Jokivalli  |
| 10.    | Østrig       | Konrad Wieser         | Thomas Wieser       | Herwig Ritter          | Christian Wieser |
| 11.    | Frankrig     | Dominique Dupont-Ros  | Christian Dupot-Ros | Thierry Mercier        | Daniel Cossetto  |
| 12.    | Italien      | Andrea Pavani         | Franco Sovilla      | Fabio Alvera           | Stefano Morona   |
| 13.    | Wales        | John Hunt             | John Stone          | John Guyan             | Scott Lyon       |
| 14.    | Luxembourg   | Nico Schweich         | Guy Schweich        | Georges Schweich       | Bill Bannerman   |

## Kvinder

### Første fase
De 14 hold spillede en cupturnering med triple elimination om 8 pladser i anden fase:
- De 14 hold spillede i 1. elimination om to pladser i anden fase.
- De resterende 12 hold spillede i 2. elimination om yderligere tre pladser i anden fase.
- De resterende 9 hold spillede i 3. elimination om de sidste tre pladser i anden fase.

De 6 hold, som ikke gik videre til anden fase, gik videre til placeringskampene om placeringerne 9-14.
| 1. elimination         | 1. elimination |
| 1. runde               | 1. runde       |
| ---------------------- | -------------- |
| England - Norge        | 8-9            |
| Italien - Luxembourg   | 1-12           |
| Danmark - Holland      | 9-6            |
| Østrig - Skotland      | 6-9            |
| Schweiz - Finland      | 10-1           |
| Frankrig - Wales       | 2-9            |
| 2. runde               |                |
| Vesttyskland - Norge   | 7-6            |
| Luxembourg - Danmark   | 2-11           |
| Sverige - Skotland     | 10-4           |
| Schweiz - Wales        | 10-1           |
| 3. runde               |                |
| Vesttyskland - Danmark | 8-4            |
| Sverige - Schweiz      | 6-3            |

| 2. elimination     | 2. elimination |
| 1. runde           | 1. runde       |
| ------------------ | -------------- |
| Italien - Holland  | 9-3            |
| Finland - Frankrig | 3-7            |
| 2. runde           |                |
| Italien - England  | 9-6            |
| Østrig - Frankrig  | 7-4            |
| Norge - Luxembourg | 12-2           |
| Skotland - Wales   | 11-7           |
| 3. runde           |                |
| Italien - Schweiz  | 8-4            |
| Danmark - Østrig   | 7-5            |
| Norge - Skotland   | 8-3            |

| 3. elimination       | 3. elimination |
| 1. runde             | 1. runde       |
| -------------------- | -------------- |
| Wales - Holland      | 2-10           |
| Luxembourg - Finland | 8-9            |
| England - Frankrig   | 4-10           |
| 2. runde             |                |
| Skotland - Holland   | 12-3           |
| Østrig - Finland     | 10-8           |
| Schweiz - Frankrig   | 13-5           |

| Resultat af første fase    | Resultat af første fase                                                     |
| -------------------------- | --------------------------------------------------------------------------- |
| Til anden fase             | Vesttyskland, Sverige, Italien, Danmark, Norge, Skotland, Østrig og Schweiz |
| Til placeringskampe (9-14) | Wales, Luxembourg, England, Holland, Finland og Frankrig                    |

### Anden fase
De 8 hold, som var gået videre fra første fase, spillede en cupturnering med double elimination om 4 pladser i tredje fase (semifinalerne):
- De 8 hold spillede i 1. elimination to pladser i tredje fase fase.
- De resterende 6 hold spillede i 2. elimination om de sidste to pladser i tredje fase.

De 4 hold, som ikke gik videre til tredje fase, spillede placeringskampe om placeringerne 5-8.
| 1. elimination          | 1. elimination |
| 1. runde                | 1. runde       |
| ----------------------- | -------------- |
| Vesttyskland - Schweiz  | 7-6            |
| Italien - Skotland      | 1-9            |
| Danmark - Norge         | 6-5            |
| Sverige - Østrig        | 8-2            |
| 2. runde                |                |
| Vesttyskland - Skotland | 6-8            |
| Danmark - Sverige       | 9-2            |

| 2. elimination       | 2. elimination |
| 1. runde             | 1. runde       |
| -------------------- | -------------- |
| Schweiz - Italien    | 7-5            |
| Norge - Østrig       | 14-4           |
| 2. runde             |                |
| Sverige - Schweiz    | 6-7            |
| Vesttyskland - Norge | 2-10           |

| Resultat af anden fase    | Resultat af anden fase                   |
| ------------------------- | ---------------------------------------- |
| Til tredje fase           | Skotland, Danmark, Schweiz og Norge      |
| Til placeringskampe (5-8) | Italien, Østrig, Sverige og Vesttyskland |

### Tredje fase
De 4 hold, som var gået videre fra anden fase, spillede semifinaler og finale om medaljerne.
| Semifinaler        | Semifinaler |
| ------------------ | ----------- |
| Skotland - Norge   | 5-3         |
| Danmark - Schweiz  | 3-9         |
| Bronzekamp         |             |
| Norge - Danmark    | 7-3         |
| Finale             |             |
| Skotland - Schweiz | 3-7         |

| Samlet rangering | Samlet rangering |
| ---------------- | ---------------- |
| Guld             | Schweiz          |
| Sølv             | Skotland         |
| Bronze           | Norge            |
| 4.               | Danmark          |

#### Kampe om 5.- til 8.-pladsen
De fire hold, som ikke gik videre fra anden fase, spillede placeringskampe om 5.- til 8.-pladserne. De to hold, som tabte i 2. eliminations 1. runde, spillede om 7.- og 8.-pladsen, mens de to hold, som blev slået ud i 2. runde, spillede placeringskamp om 5.- og 6.-pladsen.
| Placeringskampe        | Placeringskampe    |
| Kamp om 7.-pladsen     | Kamp om 7.-pladsen |
| ---------------------- | ------------------ |
| Italien - Østrig       | 5-7                |
| Kamp om 5.-pladsen     |                    |
| Sverige - Vesttyskland | 7-1                |

| Samlet rangering | Samlet rangering |
| ---------------- | ---------------- |
| 5.               | Sverige          |
| 6.               | Vesttyskland     |
| 7.               | Østrig           |
| 8.               | Italien          |

#### Kampe om 9.- til 14.-pladsen
De seks hold, som blev slået ud i første fase, spillede en cupturnering med triple elimination om 9.- til 14.-pladsen. Niendepladsen gik til vinderen af 1. elimination, mens finalisten blev nr. 10. De fire hold, som blev slået ud i 1. elimination, spillede en cupturnering i 2. elimination om 11.- til 14.-pladsen. Vinderen af 2. elimination blev nr. 11, mens finalisten blev nr. 12. De to hold, som blev slået ud, spillede i 3. elimination om 13.- og 14.-pladsen.
| 1. elimination       | 1. elimination |
| 1. runde             | 1. runde       |
| -------------------- | -------------- |
| Wales - England      | 9-8            |
| Holland - Luxembourg | 10-3           |
| 2. runde             |                |
| Finland - Wales      | 14-5           |
| Holland - Frankrig   | 1-11           |
| Kamp om 9.-pladsen   |                |
| Finland - Frankrig   | 8-5            |

| 2. elimination       | 2. elimination |
| 1. runde             | 1. runde       |
| -------------------- | -------------- |
| Wales - Luxembourg   | 5-8            |
| Holland - England    | 12-1           |
| Kamp om 11.-pladsen  |                |
| Luxembourg - Holland | 4-9            |

| 3. elimination      | 3. elimination      |
| Kamp om 13.-pladsen | Kamp om 13.-pladsen |
| ------------------- | ------------------- |
| Wales - England     | 1-9                 |

| Samlet rangering | Samlet rangering |
| ---------------- | ---------------- |
| 9.               | Finland          |
| 10.              | Frankrig         |
| 11.              | Holland          |
| 12.              | Luxembourg       |
| 13.              | England          |
| 14.              | Wales            |

### Samlet rangering
| Plac.  | Hold         | 4 (skip)            | 3                 | 2                | 1                 |
| ------ | ------------ | ------------------- | ----------------- | ---------------- | ----------------- |
| Guld   | Schweiz      | Jacqueline Landolt  | Christine Krieg   | Marianne Uhlmann | Silvia Benoit     |
| Sølv   | Skotland     | Jeanette Johnston   | Catherine Dodds   | Marjorie Kidd    | Ella Gallanders   |
| Bronze | Norge        | Trine Trulsen       | Dordi Nordby      | Hanne Pettersen  | Mette Halvorsen   |
| 4.     | Danmark      | Maj-Brit Reinholdt  | Jane Bidstrup     | Hanne Olsen      | Lone Bagge        |
| 5.     | Sverige      | Maud Nordlander     | Inga Arfwidsson   | Ulrika Åkerberg  | Barbro Arfwidsson |
| 6.     | Vesttyskland | Almut Hege          | Petra Tschetsch   | Susanne Fink     | Joséfine Einsle   |
| 7.     | Østrig       | Traudl Koudelka     | Christl Nagele    | Ingrid Marker    | Veronika Holzl    |
| 8.     | Italien      | Maria G. Costantini | Angela Costantini | Thea Valt        | Nella Alvera      |
| 9.     | Finland      | Jaana Jokela        | Nina Arvenhainen  | Taru Kivinen     | Kirsi Jeskanen    |
| 10.    | Frankrig     | Paulette Sulpice    | Huguette Jullien  | Isabelle Quere   | Jocelyne Lhenry   |
| 11.    | Holland      | Laura van Imhoff    | Gerrie Veening    | Marjorie Querido | Jenny Bovenschen  |
| 12.    | Luxembourg   | Cilly Schweich      | M. van den Houten | Marie Gerritzen  | Pat Bannerman     |
| 13.    | England      | Margaret Maxwell    | Enid Logan        | Caroline Cumming | Dorothy Shell     |
| 14.    | Wales        | Jean King           | Helen Lyon        | Margaret Crawley | Ann Stone         |